# 克拉德諾縣

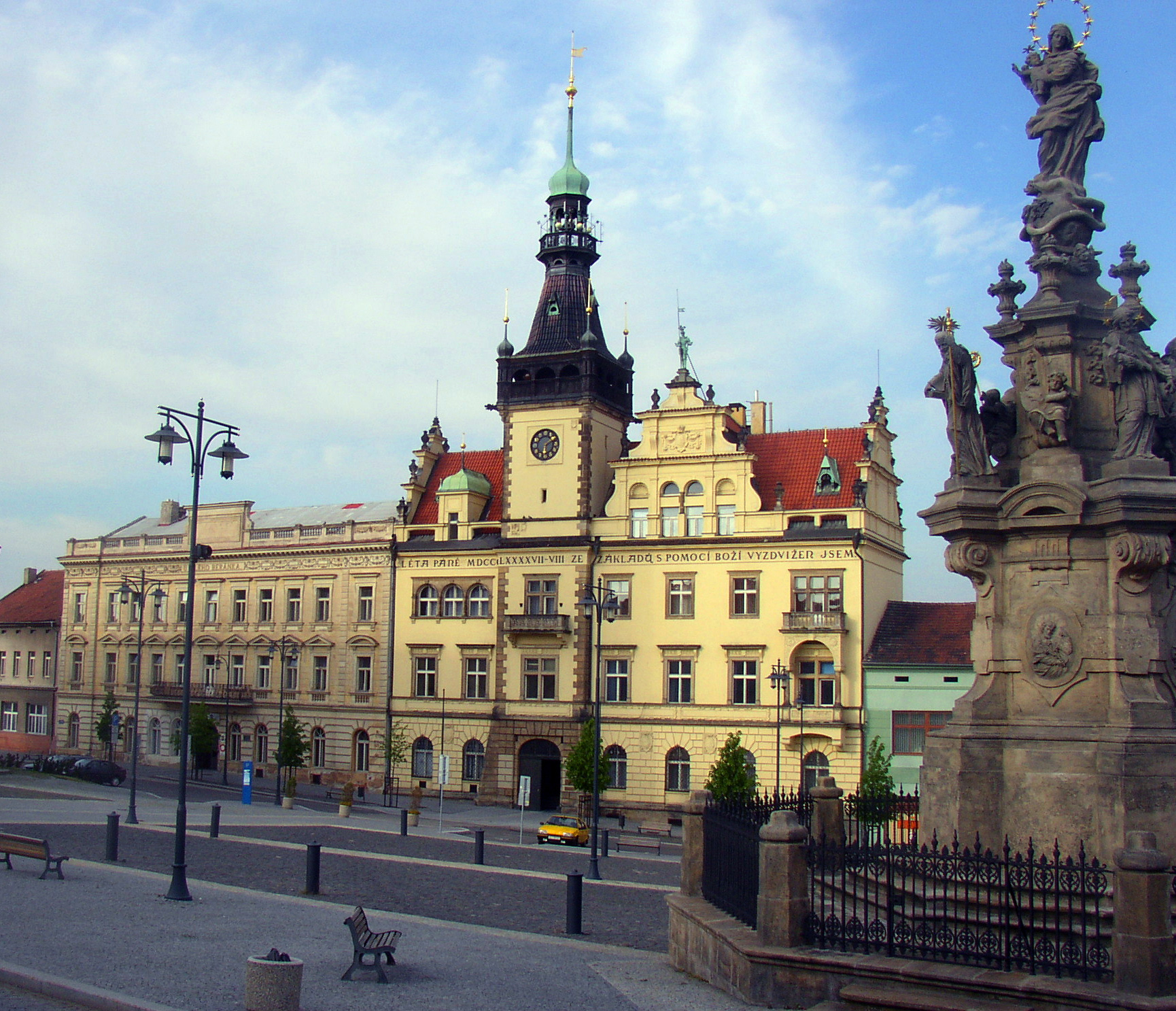

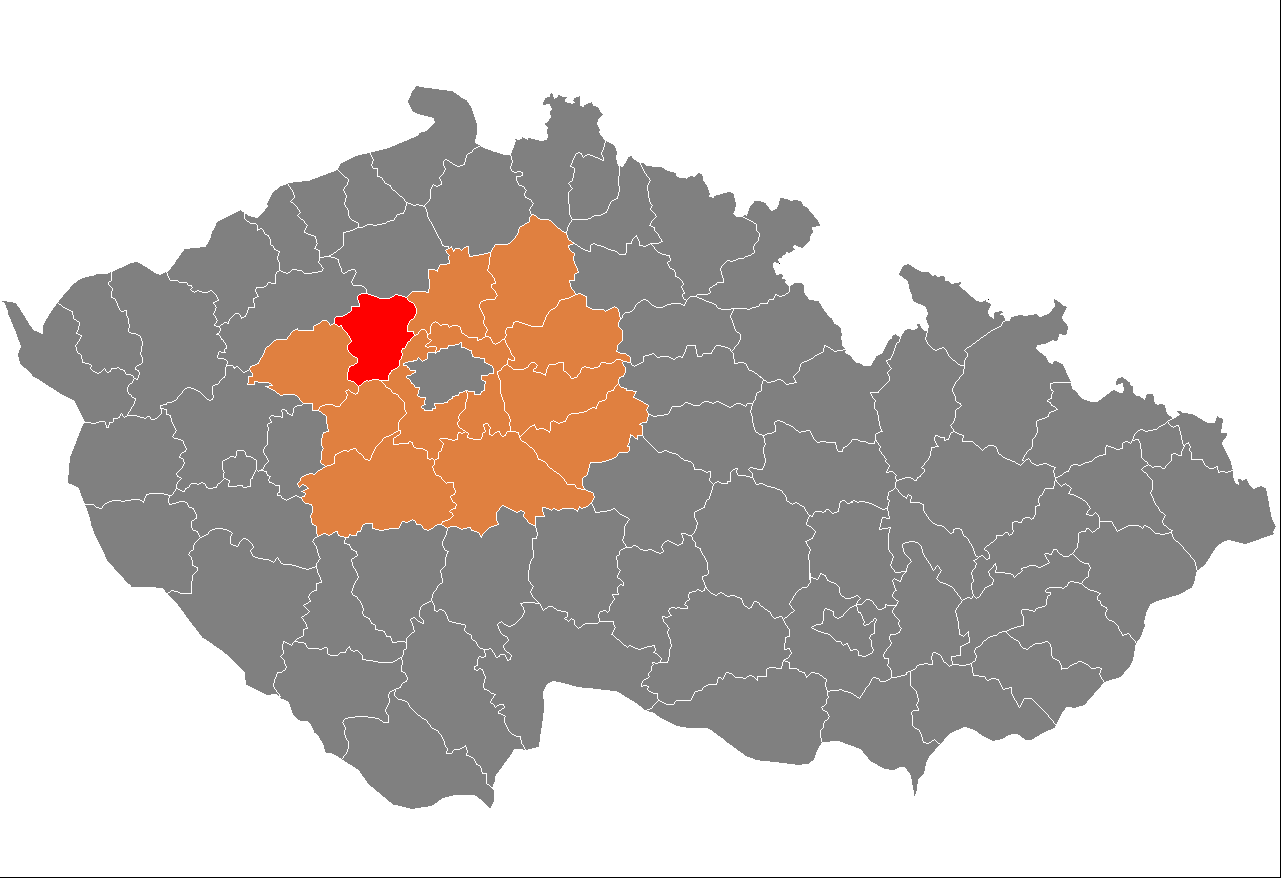

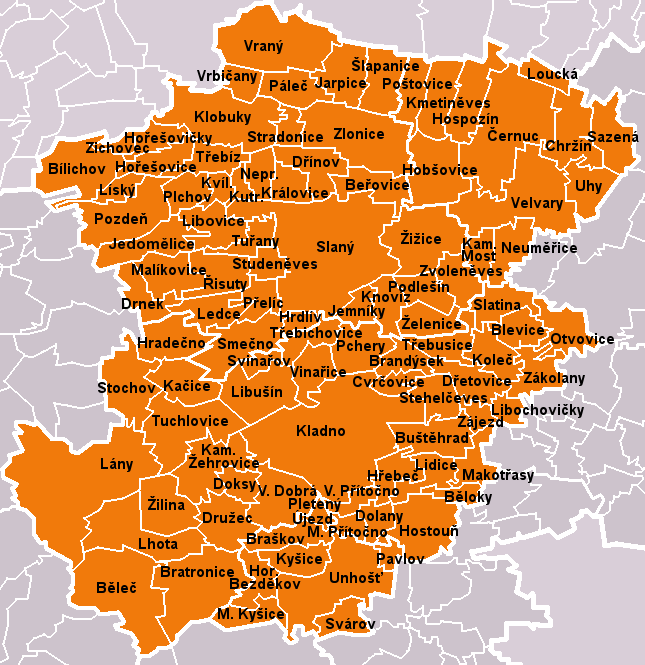

50°08′49″N 14°06′12″E / 50.14694°N 14.10333°E
克拉德諾縣（捷克語：Okres Kladno），是捷克的縣份，位於該國中部，由中波希米亞州負責管轄，首府設於克拉德諾，面積720平方公里，2007年人口152,163，人口密度每平方公里211人。